# Xipaya jezik
Xipaya jezik (ISO 639-3: xiy; chipaia, shipaja, xipaia), danas možda izumrli indijanski jezik, 2 govornika (2000 SIL) od 595 etničkih Xipaya Indijanaca (2002 ISA) na donjem toku rijeke Xingú u brazilskoj državi Pará.
Porodicu yuruna, velika porodica tupian, čini zajedno s jezicima jurúna [jur] i maritsauá ili manitsaua [msp].

## Vanjske poveznice
- Ethnologue (14th)
- Ethnologue (15th)